# (523652) 2011 LZ28
(523652) 2011 LZ28 est un objet transneptunien faisant partie des centaures, ayant un diamètre estimé à environ 190 km.